# مریم المصری
مریم المصری (انگلیسی: Mariam El-Masri؛ زادهٔ ۲۰ ژوئن ۱۹۹۱) بازیکن فوتبال اهل کانادا است.
وی همچنین در تیم ملی فوتبال Guyana بازی کرده‌است.